# Мачковяк, Владислав
Владислав Мачко́вяк (пол. Władysław Maćkowiak; 27 ноября 1910, Ситки, Подляское воеводство — 4 марта 1942, Глубокое, Вилейская область) — блаженный Римско-католической церкви, священник, мученик. Входит в число 108 блаженных польских мучеников, беатифицированных Римским папой Иоанном Павлом II во время его посещения Варшавы 13 июня 1999 года.

## Биография
После окончания гимназии Владислав Мачковяк поступил в Духовную семинарию в Вильно. 18 июня 1939 года был рукоположен в священника. Летом 1939 года был направлен на службу в приход в селения Иказнь, Беларусь. 3 декабря 1941 года Владислав Мачковяк был арестован немецкими оккупационными властями и отправлен в тюрьму в городе Браслав. 4 марта 1942 года был расстрелян вместе со священниками Станиславом Пыртек и Мечиславом Богаткевичем в лесу возле города Глубокое.

## Прославление
13 июня 1999 года был беатифицирован Римским папой Иоанном Павлом II вместе с другими польскими мучениками Второй мировой войны.
День памяти — 12 июня.

## Источник
- Tadeusz Krahel: Błogosławiony ksiądz Władysław Maćkowiak. Włocławek: Wydaw. Duszpasterstwa Rolników, 2001. ISBN 83-88921-45-2